# Ditropis whitei
Ditropis whitei é uma espécie de gastrópode  da família Cyclophoridae.
É endémica da Austrália.